# Cirrostratus nebulosus
Il cirrostratus nebulosus (abbreviazione Cs neb) è, insieme al cirrostratus fibratus, una delle due tipologie in cui possono presentarsi le nubi del tipo cirrostrato, situate a elevate altitudini.

## Caratteristiche
Queste nubi si formano in seguito a un blando movimento ascendente dell'aria. Sono piuttosto difficili da vedere a meno che non siano illuminate dal sole con un'opportuna angolazione dando luogo alla formazione di un alone. Di solito sono piuttosto sottili e solo occasionalmente diventano dense, anche se il loro aspetto varia di formazione in formazione.
Non sono intrinsecamente nubi associate a precipitazioni, anche se in inverno possono verificarsi precipitazioni successive alla loro comparsa.